# Ceresium apicale
Ceresium apicale är en skalbaggsart som beskrevs av Charles Joseph Gahan 1906. Ceresium apicale ingår i släktet Ceresium och familjen långhorningar.
Artens utbredningsområde är Burma. Inga underarter finns listade i Catalogue of Life.